# 히가시이바라키군

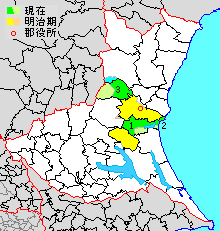
히가시이바라키군의 범위 1.이바라키정 2.오아라이정 3.시로사토정

히가시이바라키군(일본어: 東茨城郡, ひがしいばらきぐん)은 일본 이바라키현에 있는 군이다.
인구 60,755명, 면적 307.12km², 인구밀도 198명/km².(2025년 7월 1일, 추계인구)
이하 3정으로 구성된다.
- 이바라키정(茨城町)
- 오아라이정(大洗町)
- 시로사토정(城里町)

## 군역
1878년 행정 구역으로 출범한 당시의 군역은 아래의 구역에 해당한다.
- 미토시의 대부분
- 오미타마시의 대부분
- 히타치오미야시의 일부
- 가사마시의 일부
- 이바라키정의 대부분
- 오아라이정의 대부분
- 시로사토정의 대부분

## 역사
- 1878년 12월 2일 - 군구정촌 편제법이 이바라키현에서 시행되면서 이바라키군의 미토성 밖 1정 179촌으로 히가시이바라키군(東茨城郡)이, 가사마정 외 1정 104촌으로 니시이바라키군(西茨城郡)이 발족.

- 1889년 4월 1일

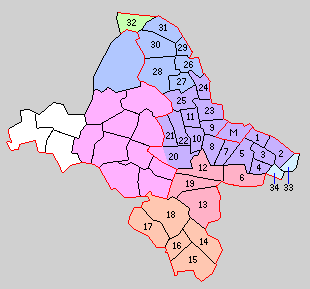
1.가미오노촌 2.시모오노촌 3.이나리촌 4.오바촌 5.사카도촌 6.이시자키촌 7.요시다촌 8.미도리오카촌 9.도키와촌 10.가와와다촌 11.가미나카쓰마촌 12.나가오카촌 13.가미노아이촌 14.시모노아이촌 15.다치바나촌 16.오가와정 17.다케하라촌 18.가타쿠라촌 19.가와네촌 20.고이부치촌 21.시모나카쓰마촌 22.나카쓰마촌 23.와타리촌 24.이토미촌 25.야마네촌 26.이시즈카촌 27.고마쓰촌 28.사이고촌 29.아쿠쓰촌 30.이와후네촌 31.사와야마촌 32.이세하타촌 33.이소하마정 34.오누키촌 (보라:미토시 분홍:가시마시 녹색:히타치오미야시 등색:오미타마시 빨강:이바라키정 하늘색:오아라이정 파랑:시로사토정 M:발족시의 미토시)

  - 시제 시행에 따라 미토성 및 주변 마을을 가지고 미토시(水戸市)가 발족, 군에서 이탈.
  - 정촌제 시행으로, 나미지 지역에 아래의 정촌이 발족.(2정 32촌)
    - 가미오노촌(上大野村): 현 미토시
    - 시모오노촌(下大野村): 현 미토시
    - 이나리촌(稲荷村): 현 미토시
    - 오바촌(大場村): 현 미토시
    - 사카도촌(酒門村): 현 미토시, 이바라키정
    - 이시자키촌(石崎村): 현 이바라키정
    - 요시다촌(吉田村): 현 미토시
    - 미도리오카촌(緑岡村): 현 미토시
    - 도키와촌(常磐村): 현 미토시
    - 가와와다촌(河和田村): 현 미토시
    - 가미나카쓰마촌(上中妻村): 현 미토시
    - 나가오카촌(長岡村): 현 이바라키정
    - 가미노아이촌(上野合村): 현 이바라키정
    - 시모노아이촌(下野合村): 현 오미타마시
    - 다치바나촌(橘村): 현 오미타마시
    - 오가와정(小川町): 현 오미타마시
    - 다케하라촌(竹原村): 현 오미타마시
    - 가타쿠라촌(堅倉村): 현 오미타마시
    - 가와네촌(川根村): 현 이바라키정
    - 고이부치촌(鯉淵村): 현 미토시, 가사마시
    - 시모나카쓰마촌(下中妻村): 현 미토시
    - 나카쓰마촌(中妻村): 현 미토시
    - 와타리촌(渡里村): 현 미토시
    - 이토미촌(飯富村): 현 미토시
    - 야마네촌(山根村): 현 미토시
    - 이시즈카촌(石塚村): 현 시로사토정
    - 고마쓰촌(小松村): 현 시로사토정
    - 사이고촌(西郷村): 현 시로사토정
    - 아쿠쓰촌(圷村): 현 시로사토정
    - 이와후네촌(岩船村): 현 시로사토정
    - 사와야마촌(沢山村): 현 시로사토정
    - 이세하타촌(伊勢畑村): 현 히타치오미야시
    - 이소하마정(磯浜町):현 오아라이정
    - 오누키촌(大貫村):현 오아라이정
- 1891년 9월 28일 - 시모노아이촌이 개칭하여 시라카와촌(白河村)이 됨.
- 1894년 1월 26일 - 오누키촌이 정제 시행으로 오누키정(大貫町)이 됨.(3정 31촌)
- 1896년 7월 1일 - 군제 시행
- 1919년 10월 1일 - 이시즈카촌이 정제 시행으로 이시즈카정(石塚町)이 됨.(4정 30촌)
- 1933년 3월 15일 - 도키와촌이 미토시에 편입.(4정 29촌)
- 1952년 4월 1일 - 미도리오카촌 및 가미오노촌의 일부가 미토시에 편입.(4정 28촌)
- 1954년
  - 11월 3일 - 이소하마정·오누키정이 합병하여 오아라이정(大洗町)이 발족.(3정 28촌)
  - 12월 10일 - 오가와정·시라카와촌·다치바나촌이 합병하여, 새로이 오가와정이 발족.(3정 26촌)
- 1955년
  - 2월 11일(4정 19촌)
    - 이세하타촌이 나카군 노구치촌과 합병하여 고젠야마촌(御前山村)이 발족.
    - 이시즈카정·고마쓰촌·사이고촌이 합병하여 조호쿠정(常北町)이 발족.
    - 나가오카촌이 정제 시행으로 나가오카정(長岡町)이 됨.
    - 나가오카정·가미노아이촌·가와네촌이 가시마군 누마사키촌과 합병하여 이바라키정(茨城町)이 발족.
    - 아쿠쓰촌·이와후네촌·사와야마촌이 합병하여 가쓰라촌(桂村)이 발족.

  - 3월 31일(4정 15촌)
    - 나카쓰마촌·시모나카쓰마촌·고이부치촌의 일부가 합병하여 우치하라촌(内原村)이 발족. 고이부치촌의 잔여부는 니시이바라키군 도모베정에 편입.
    - 시모오노촌·이나리촌·오바촌이 합병하여 쓰네즈미촌(常澄村)이 발족.

  - 4월 1일(4정 9촌)
    - 가미오노촌·와타리촌·요시다촌 및 사카도촌의 일부, 가와와다촌의 일부가 미토시에 편입.
    - 사카도촌의 잔여부가 이시자키촌에 편입.
    - 가미나카쓰마촌 및 야마네촌의 일부, 가와와다촌의 잔여부가 합병하여 아카쓰카촌(赤塚村)이 발족.
    - 이토미촌과 야마네촌의 잔여부가 합병하여, 새로이 이토미촌이 발족.

  - 7월 23일 - 오아라이정이 가시마군 아사히촌의 일부를 편입.
- 1956년
  - 8월 1일 - 다케하라촌·가타쿠라촌이 합병하여 다케하라카타쿠라촌(竹原堅倉村)이 발족. 다케하라카타쿠라촌은 개칭하여 미노리촌(美野里村)이 됨.(4정 8촌)
  - 9월 29일 - 고젠야마촌이 나카군 나가쿠라촌과 합병, 새로이 고젠야마촌이 발족.
- 1957년 6월 1일 - 이토미촌이 미토시에 편입.(4정 7촌)
- 1958년
  - 3월 5일 - 이시자키촌이 이바라키정에 편입.(4정 6촌)
  - 4월 1일 - 아카쓰카촌이 미토시에 편입.(4정 5촌)
- 1959년 4월 1일 - 미노리촌이 정제 시행으로 미노리정(美野里町)이 됨.(5정 4촌)
- 1965년 1월 1일 - 우치하라촌이 정제 시행으로 우치하라정(内原町)이 됨.(6정 3촌)
- 1992년 3월 3일 - 쓰네즈미촌이 미토시에 편입.(6정 2촌)
- 2004년 10월 16일 - 고젠야마촌이 나카군 오미야정에 편입. 오미야정은 즉시 개칭, 시제 시행으로 히타치오미야시이 됨.(6정 1촌)
- 2005년 2월 1일(5정)
  - 우치하라정이 미토시에 편입.
  - 조호쿠정·가쓰라촌이 니시이바라키군 나나카이촌과 합병하여 시로사토정(城里町)이 발족.
- 2006년 3월 27일 - 오가와정·미노리정이 니하리군 다마리촌과 합병하여 오미타마시(小美玉市)가 발족, 군에서 이탈.(3정)